# Popița, Vrața
Popița (în bulgară Попица) este un sat în comuna Beala Slatina, regiunea Vrața,  Bulgaria. 

## Demografie
Componența etnică a satului Popița
     Turci (4,06%)
     Bulgari (63,93%)
     Romi (7,16%)
     Nicio identificare (24,82%)
La recensământul din 2011, populația satului Popița era de 1.869 locuitori. Din punct de vedere etnic, majoritatea locuitorilor (63,93%) erau bulgari, existând și minorități de romi (7,16%) și turci (4,06%). Pentru 24,82% din locuitori nu este cunoscută apartenența etnică.